# Lispocephala secura
Lispocephala secura este o specie de muște din genul Lispocephala, familia Muscidae, descrisă de Ma în anul 1981. Conform Catalogue of Life specia Lispocephala secura nu are subspecii cunoscute.